# 홍길동 (1986년 영화)
홍길동은 북한에서 제작된 김길인 감독의 1986년 시대극 영화이다. 리영호 등이 주연으로 출연하였다.
한국 소설 홍길동전을 배경으로 한다.

## 출연

### 주연
- 리영호
- 박춘희